# Suchmaschinenoptimierung
Suchmaschinenoptimierung – englisch search engine optimization (SEO) – bezeichnet Maßnahmen, die dazu dienen, die Sichtbarkeit einer Website und ihrer Inhalte für Benutzer einer Websuchmaschine zu erhöhen. Die Optimierung bezieht sich auf die Verbesserung der unbezahlten Ergebnisse im organischen Suchmaschinenranking (Natural Listings) und schließt direkten Traffic und den Kauf bezahlter Werbung aus. Die Optimierung kann auf verschiedene Arten der Suche abzielen, einschließlich Bildersuche, Videosuche, Nachrichtensuche oder vertikale Suchmaschinen.
Die Suchmaschinenoptimierung ist ein Teilgebiet des Suchmaschinenmarketings.

## Geschichte
Mitte der 1990er Jahre fingen die ersten Suchmaschinen an, das frühe Web zu katalogisieren.  Die Seitenbesitzer erkannten schnell den Wert einer bevorzugten Listung in den Suchergebnissen und recht bald entwickelten sich Unternehmen, die sich auf die Optimierung spezialisierten.
In den Anfängen erfolgte die Aufnahme oft über die Übermittlung der URL der entsprechenden Seite an die verschiedenen Suchmaschinen. Diese sendeten dann einen Webcrawler zur Analyse der Seite aus und indexierten sie. Der Webcrawler lud die Webseite auf den Server der Suchmaschine, wo ein zweites Programm, der sogenannte Indexer, Informationen herauslas und katalogisierte (genannte Wörter, Links zu anderen Seiten).
Die frühen Versionen der Suchalgorithmen basierten auf Informationen, die durch die Webmaster selbst gegeben wurden, wie Meta-Elemente, oder durch Indexdateien in Suchmaschinen wie ALIWEB. Meta-Elemente geben einen Überblick über den Inhalt einer Seite, allerdings stellte sich bald heraus, dass die Nutzung dieser Hinweise nicht zuverlässig war, da die Wahl der verwendeten Schlüsselworte durch den Webmaster eine ungenaue Darstellung des Seiteninhalts widerspiegeln konnte. Ungenaue und unvollständige Daten in den Meta-Elementen konnten so irrelevante Seiten bei spezifischen Suchen listen. Auch versuchten Seitenersteller verschiedene Attribute innerhalb des HTML-Codes einer Seite so zu manipulieren, dass die Seite besser in den Suchergebnissen gelistet wird.
Da die frühen Suchmaschinen sehr auf Faktoren angewiesen waren, die allein in den Händen der Webmaster lagen, waren sie auch sehr anfällig für Missbrauch und Manipulationen im Ranking. Um bessere und relevantere Ergebnisse in den Suchergebnissen zu erhalten, mussten sich die Betreiber der Suchmaschinen an diese Gegebenheiten anpassen. Weil der Erfolg einer Suchmaschine davon abhängt, relevante Suchergebnisse zu den gestellten Suchbegriffen anzuzeigen, konnten unpassende Ergebnisse dazu führen, dass sich die Benutzer nach anderen Möglichkeiten für die Suche im Web umsehen. Die Antwort der Suchmaschinen bestand in komplexeren Algorithmen für das Ranking, die Faktoren beinhalteten, die von Webmastern nicht oder nur schwer beeinflussbar waren. Larry Page und Sergey Brin entwickelten mit „Backrub“ – dem Vorläufer von Google – eine Suchmaschine, die auf einem mathematischen Algorithmus basierte, der anhand der Verlinkungsstruktur Seiten gewichtete und dies in den Rankingalgorithmus einfließen ließ. Auch andere Suchmaschinen bezogen in der Folgezeit die Verlinkungsstruktur bspw. in Form der Linkpopularität in ihre Algorithmen mit ein.

## Arbeitsweise
Man unterteilt die Suchmaschinenoptimierung grob in zwei Aufgabenbereiche, die Onpage- sowie die Offpage-Optimierung. Diese Kategorisierung wird an dem Kriterium festgemacht, ob dabei die eigene Seite bearbeitet wird oder man Einfluss auf andere Webseiten nimmt.

### Onpage-Optimierung
Die Onpage-Optimierung umfasst alle inhaltsseitigen Anpassungen der eigenen Website. Hierzu zählen die Optimierung des Seiteninhalts (auch Content) in Bezug auf Inhaltsqualität und -strukturierung, Formatierungen, Schlüsselbegriffe, Überschriften etc., aber auch technische Aspekte wie der Header, Tags wie der Seitentitel und Seitengeschwindigkeit, sowie die interne Linkstruktur der Seite. Auch die Benutzerfreundlichkeit wird in diesem Zuge optimiert, da sie für die Verweildauer eine Rolle spielt. Auch der Domainname und die Seiten-URL werden von Suchmaschinen analysiert und fließen in das Ranking ein. In der Regel geschieht die OnPage-Optimierung vor einer Offpage-Optimierung.
Das Aufsuchen und Einlesen der Inhalte von Webseiten folgt bekannten HTML-Standards des Web, weshalb deren Einhaltung bei der Erstellung von Webseiten den ersten Schritt einer Optimierung darstellt. Laut Aussagen von Google stellt die Validität einer HTML-Seite jedoch keinen Einflussfaktor auf deren Ranking dar. Dennoch können Seiten, die besonders HTML-konform sind, vom Browser schneller geladen werden, was von Suchmaschinen durchaus honoriert wird.
Das eigentlich für Suchmaschinen konzipierte Meta-Element „Keyword“ wird von Google inzwischen nicht mehr berücksichtigt. Gleiches gilt für das Meta-Element „Description“. Dieser wird jedoch (abhängig von der Suchanfrage) möglicherweise als Textauszug in den SERPs angezeigt und sollte deshalb insbesondere bei ausgewählten Seiten sorgfältig formuliert werden.
Im Rahmen der stetigen Weiterentwicklung der Suchmaschinen-Algorithmen nehmen die mobilen Endgeräte (Smartphones, Tablets) einen immer wichtigeren Platz bei der Suchmaschinenoptimierung ein. Eine Webseite, die nicht für mobile Endgeräte angepasst ist, wird vor allem bei der mobilen Suche deutlich schlechter gelistet als Webseiten, die zum Beispiel über ein Responsive Design verfügen. Seit dem Juli 2019 ist Google dazu übergegangen, im Zuge seiner Mobile-First-Initiative die Mobilversion der Inhalte für die Indexierung und das Ranking als primäre Quelle zu nutzen.
Ebenfalls werden von Suchmaschinen gesammelte Nutzersignale bei der Rankingberechnung berücksichtigt. Wie häufig ein Nutzer ein Ergebnis anklickt, auf einer Trefferwebseite verweilt oder wieder zur Ergebnisliste zurückkommt, beeinflusst das Ranking. So werden positive Signale für Google erzeugt, wenn der Nutzer längere Zeit auf einer Webseite verweilt, anstatt diese direkt wieder zu verlassen.

#### Texte
Im Zuge der Suchmaschinenoptimierung hat sich in diesem Bereich ein eigener Schreibstil entwickelt, den man als suchmaschinenoptimierten Stil beschreiben kann. Dieser folgt den „Regeln“, die gewissermaßen durch die Mechanismen der Suchmaschine vorgegeben werden. Es handelt sich dabei um implizite Regeln, da diese anhand der Erfolgsfaktoren der Optimierung rekonstruiert werden, denn ein Suchmaschinenanbieter gibt in der Regel seine Kriterien zur qualitativen Einstufung der indexierten Seiten nicht bekannt. Kennzeichen dieses Stils sind unter anderem Suchbegriffe möglichst am Anfang von Überschriften, Abschnitten und Sätzen sowie Listen und hervorgehobene Wörter.
Die Vorgaben durch die Suchmaschine an Inhalte der Seiten können dabei gänzlich den Regeln klassischer Textproduktion widersprechen. Beispielsweise spielen grammatikalische Regeln  für die Suchalgorithmen kaum eine Rolle. Auf diese Weise kann ein oft falsch geschriebenes Keyword mehr zur Optimierung des Rankings beitragen als ein fachlich korrekter Begriff. Dieses Vorgehen nimmt aber ab, da Google und andere Suchmaschinen zunehmend Falschschreibweisen selbstständig erkennen und zuordnen. Außerdem berücksichtigen Suchmaschinen inzwischen korrekte Rechtschreibung ebenso wie korrekte Grammatik.
Da diese Mechanismen einer Entwicklungsdynamik unterliegen, wird dieser Schreibstil ebenso oft angepasst, um jeweils wieder das bestmögliche Ergebnis bei der Optimierung zu liefern. Das bedeutet, dass eine Seite niemals nur einmal optimiert wird. Es bedarf vielmehr einer dauerhaften Überprüfung der Relevanz der verwendeten Keywords, da sich auch das Nutzerverhalten verändert.
Google selbst empfiehlt, Webseiten für Menschen zu optimieren, nicht für die Suchmaschine.

### Offpage-Optimierung
Die „Offpage-Optimierung“ findet fernab der zu optimierenden Seite statt und bezeichnet alle Maßnahmen außerhalb der zu optimierenden Webseite.
Es genügt nicht alleine, die Relevanz durch OnPage-Maßnahmen zu erhöhen. Ein gutes Listing in Suchmaschinen und eine gute Linkpopularität wird von der Quantität und Qualität der eingehenden Links auf eine Website (Rückverweis oder auch Backlink genannt) beeinflusst. Umfassender und qualitativ hochwertiger Content ist die erste Maßnahme, um sich Backlinks zu „verdienen“. Bei der Offpage-Optimierung geht es u. a. um die Herausbildung einer Linkstruktur mit anderen Webseiten, um sich besser in bestimmten thematischen Bereichen zu positionieren. Dafür kann man bspw. nach  thematisch passenden Webseiten suchen, um sie für eine Linkpartnerschaft zu gewinnen. Eine weitere Maßnahme, um mögliche Linkpartner zu finden, ist die Linkanalyse von Wettbewerbern. Auch der Einsatz sogenannter Link Research Tools kann sich lohnen, um die besten Unterseiten einer Domain zu durchforsten. Zudem ist die Ausgestaltung des Linktextes (Ankertext) der Rückverweise essenziell für das Ranking. Um Websites auf ihr Potenzial hin zu untersuchen, können kostenlose Webanwendungen genutzt werden. Oftmals genügen kleine Veränderungen, um die Platzierung in Suchmaschinen stark zu erhöhen.
Einige Methoden widersprechen  den Richtlinien der meisten Suchmaschinen – sie können zum zeitweiligen oder dauerhaften Ausschluss führen.
Umstritten ist, ob neben Backlinks auch sogenannte „Social Signals“ für das Ranking berücksichtigt werden. Dabei handelt es sich um Erwähnungen der Webseite in Form von „Likes“, „Shares“, „Comments“ (Facebook) sowie „Tweets“ und „Retweets“ (Twitter). Hintergrund ist, dass Suchmaschinen nicht nur die Backlinks analysieren, sondern zugleich algorithmisch prüfen, wie intensiv sich Nutzer über eine Webseite innerhalb ausgewählter sozialer Netzwerke wie Facebook oder Google+ austauschen.

### Suchbegriffe
Ein Schritt bei der Suchmaschinenoptimierung ist die Auswahl geeigneter Suchbegriffe (Keywords). Hierzu kann man sich frei verfügbarer Datenbanken, wie einer Keyword-Datenbank oder des MetaGer-Web-Assoziators, bedienen. Weiterhin bietet sich die Verwendung des Google-Ads-Keyword-Tools an, das neben verwandten Suchbegriffen auch die ungefähre Anzahl der monatlichen Suchanfragen pro Suchbegriff auflistet.
Oft wird auch eine umfangreiche Seite in mehrere Einzelseiten aufgeteilt, um diese für verschiedene Suchbegriffe zu optimieren. Hierbei werden Haupt- sowie Nebenkeywords (auch Primär- und Sekundärkeywords) für die jeweiligen Seiten festgelegt. Dabei werden die Suchwörter mit den entsprechenden Inhalten kombiniert.
Eine Art der Optimierung erfolgt durch sogenannte Landingpages. Dabei gelangt der Benutzer mit dem Klick auf den Link auf eine speziell für SEO-Zwecke optimierte Seite. Eine weitere Methode ist es, Pillar-Content anzulegen, also für wichtige Einzelseiten eine oder mehrere Übersichtsseiten anzulegen.

### Reverse Engineering
Die führenden Suchmaschinen Google und Bing geben die Algorithmen für das Ranking nicht preis. Diese werden außerdem häufig geändert, um Missbrauch zu erschweren bzw. eine Verbesserung der Ergebnisse zu erreichen.
Bei der Suchmaschinenoptimierung werden auch die Techniken der Sortieralgorithmen von Suchmaschinen untersucht und versucht  durch Reverse Engineering der Suchergebnisse zu entschlüsseln. Dabei wird analysiert, wie Suchmaschinen Webseiten und deren Inhalte bewerten und sortieren. Oftmals wird versucht durch statistische Untersuchungen Korrelationen zwischen Größen (wie Seitentitel, Überschrift) und den Suchergebnissen zu finden und so Rückschlüsse auf Rankingfaktoren zu ziehen.
Einige Suchmaschinenoptimierer studieren diese Korrelationen, erstellen eigene Tests oder führen andere Versuche durch und teilten ihre Erkenntnisse. Auch Patente in Bezug auf Suchmaschinen wurden zur Informationsgewinnung über die Funktion herangezogen.

### Sonderfälle
Suchmaschinenoptimierung wird nicht nur im Bereich von Webseiten angewendet, sondern auch für Bilder-, Video- oder Nachrichtensuchen. Das Grundprinzip ist dasselbe wie bei der traditionellen Web-Suchmaschinenoptimierung, jedoch kommen weitere Rankingfaktoren hinzu, während andere wegfallen.
Einen Sonderfall stellt auch die akademische Suchmaschinenoptimierung (Academic Search Engine Optimization, ASEO) dar. Hier wird versucht PDF-Dateien für akademische Suchmaschinen wie Google Scholar und CiteSeer zu optimieren. Neben weiteren Faktoren berücksichtigt Google die Suchwortdichte und – anstelle von (Hyper)Links – die Erwähnungen in anderen wissenschaftlichen Publikationen.

### Internationale Märkte
Auf internationalen Märkten sind die Techniken zur Suchoptimierung auf die dominanten Suchmaschinen im Zielmarkt abgestimmt. Sowohl der Marktanteil als auch die Konkurrenz der verschiedenen Suchmaschinen sind von Markt zu Markt unterschiedlich.
2003 gab, Danny Sullivan, ein amerikanischer Journalist und Technologe an, dass 75 % aller Suchen über Google ablaufen. Außerhalb der USA ist der Marktanteil von Google größer. Damit bleibt Google die führende Suchmaschine weltweit ab 2007.
Seit 2009 existieren nurmehr wenige Märkte, in denen Google nicht die führende Suchoptimierungsmaschine ist – dort hinkt Google einem lokalen Marktführer hinterher. Beispiele sind China (Baidu), Japan (Yahoo! Japan), Südkorea (Naver), Russland (Yandex) und die Tschechische Republik (Seznam).
2006 war der Marktanteil von Google in Deutschland 85–90 %. Mit einem Marktanteil von über 95 %  ist Google 2018 auch in Österreich die weitaus dominierende Suchmaschine.

## Regeln und Manipulation
Methoden, die nicht relevante Webseiten auf vordere Plätze der Ergebnisseiten von Suchmaschinen bringen, werden als Suchmaschinen-Spamming bezeichnet; sie verstoßen gegen Regeln, die Suchmaschinen zum Schutz vor Manipulationen ihrer Suchergebnisse aufstellen.
Eine zur Manipulation verwendete Technik ist, speziell für Suchmaschinen Textseiten zu erstellen und automatisierte Umleitungen auf andere Inhalte einzurichten. Diese Methode, mit so genannten Brückenseiten zu arbeiten, widerspricht jedoch den Richtlinien der meisten Suchmaschinen. Fälle, die von den Suchmaschinenbetreibern aufgedeckt werden, haben oftmals den Bann der betreffenden Seite zur Folge, d. h. die betreffenden Zielseiten werden aus dem Suchindex ausgeschlossen.
So musste BMW Anfang 2006 kurzfristig hinnehmen, dass das Internetangebot des Automobilkonzernes komplett aus Google entfernt wurde, weil eine Reihe von automatisch weiterleitenden Brückenseiten erstellt worden waren. Nachdem BMW die beanstandeten Seiten entfernt hatte, wurde bmw.de wieder in den Google-Index aufgenommen.
Eine Variante stellt die Erstellung von  Schattendomains dar. Hier werden die für Suchmaschinen optimierten Inhalte mit den Weiterleitungen auf separate Domains ausgelagert, um die primäre Domain vor möglichen Strafen zu schützen.
Ethische Suchmaschinenoptimierung (engl. white hat search engine optimization) vermeidet Spamming. Sie verzichtet auf unerlaubte Praktiken wie den Einsatz von Brückenseiten oder einer Linkfarm und befolgt die Direktiven der einzelnen Suchmaschinen. Dadurch wird das Risiko eines Ausschlusses oder der Herabstufung in den Suchergebnisseiten vermieden. Im Gegensatz zur ethisch einwandfreien „white hat“-Suchmaschinenoptimierung wird die Optimierung unter Einbeziehung unerwünschter Methoden seitens der Suchmaschinen „black hat“-Optimierung genannt.

### Google
Google verwendete Off-Page-Faktoren wie PageRank genauso wie On-Page-Faktoren für das Ranking. Die Suchmaschine wollte damit Manipulationen wie in jenen Suchmaschinen umgehen, die nur die On-Page-Faktoren verwendeten. Das Gewicht, das vom PageRank-Algorithmus zu einer Seite berechnet wurde, ist eine Funktion der Quantität und der Stärke von Backlinks. Der PageRank gibt die Wahrscheinlichkeit wieder, dass ein Benutzer auf einer bestimmten Webseite landet, wenn er durch das Web surft und zufällig Links anklickt.
Obwohl PageRank schwieriger zu beeinflussen war, hatten Webmaster bereits Strategien und Tools zum Linkbuilding entwickelt, die es ihnen erlaubten, das Ranking der Suchmaschine Inktomi zu beeinflussen. Diese Methoden erwiesen sich auch erfolgreich für PageRank. Viele Seiten legten ihren Schwerpunkt auf das Kaufen, Verkaufen und Tauschen von Links, oftmals in großem Ausmaß. Diese Linkfarmen erstellten oftmals tausende Seiten mit dem einzigen Ziel, Linkspamming zu betreiben.
2005 begann Google die Suchergebnisse auf Basis der früheren Suchanfragen registrierter Nutzer zu personalisieren. Bruce Clay erklärte daraufhin 2008, dass Ranking aufgrund der personalisierten Suche keinen Sinn mehr habe und die Diskussionen über Manipulationen beim Ranking von Suchmaschinen obsolet seien, da gleiche Suchanfragen bei unterschiedlichen Nutzern potenziell andere Ergebnisse liefern würden.
2007 benutzte Google bereits mehr als 200 verschiedene Signale, um die Listung spezifischer Webseiten in den Suchergebnissen zu bestimmen.
2007 kündigte Google eine Kampagne gegen gekaufte Links an, die Einfluss auf PageRank ausüben. 2009 teilte Google mit, dass Maßnahmen ergriffen wurden, um die Effekte des sogenannten PageRank-Sculptings einzuschränken. Zuvor war es durch das Setzen des „nofollow“-Attributs auf Links möglich, den PageRank gezielt auf Seiten zu lenken und diesen so mehr Gewicht zu verleihen und das Linkziel dadurch in Google höher zu listen.  Dieses Attribut wurde ursprünglich von Google eingeführt, um Linkspam zu bekämpfen. Als Reaktion auf die Veränderung wurden bald andere Techniken angewandt, die Links gezielt versteckten, wodurch PageRank-Sculpting wieder möglich wurde. 2009 gab Google bekannt, die Suchgeschichte aller Nutzer für populäre Suchergebnisse heranzuziehen.
2010 stellte Google das neue Indexsystem Google Caffeine vor. Es ermöglichte Benutzern die Suche nach Nachrichten, Forenbeiträgen und anderweitigem Content kurz nach dem Veröffentlichungsdatum. Google Caffeine stellte einen Wechsel dar in der Art und Weise, wie Google seinen Index aktualisiert.
Die Echtzeitsuche Google Instant wurde 2010 vorgestellt, um Suchergebnisse zeitnaher und relevanter erscheinen zu lassen. Der steigenden Popularität von Sozialen Netzwerken und Blogs wurde mit der Echtzeitsuche Rechnung getragen und verstärkt darauf fokussiert.
Mit dem Panda-Upgrade 2011 wurden schließlich Webseiten abgestraft, die Seiteninhalte von anderen Seiten kopierten – so genannter Duplicate Content. Mit Google Penguin wurden ab April 2012 auch Seiten heruntergestuft, die manipulative Techniken zur Verbesserung des Rankings anwenden (Webspam).

## Technische Grenzen
Rein grafisch orientierte, primär mit Filmen, Bildern und grafisch eingebetteten Texten gestaltete Seiten, bieten den Suchmaschinen keinen oder wenig auswertbaren Text. Solche Seiten sollten sowohl mit Hinblick auf SEO als auch auf Benutzerfreundlichkeit und „Barrierefreiheit“ vermieden werden.
Zudem gibt es Bereiche, die für Suchmaschinen komplett unsichtbar sind, dies wird als Deep Web bezeichnet. Dabei kann es sich um absichtlich gesperrte Seiten handeln bspw.  bei Bereichen, die einen Benutzerzugang erfordern. Es kann sich aber auch um Inhalte handeln, die wegen fehlender Interaktionen, wie einer Benutzereingabe in Form einer Suche, nicht erreichbar sind. Letzteres wird im Zuge einer Optimierung für Suchmaschinen erschließbar gemacht.

## Wettbewerbe
Ein SEO-Wettbewerb bzw. SEO-Contest ist eine Möglichkeit, Strategien zu beobachten und auszuprobieren, was mit Produktivsystemen selten mit der notwendigen Freiheit möglich ist. Dabei versuchen die Teilnehmer, mit fiktiven Wörtern möglichst weit vorne bei einer Suchmaschine gelistet zu werden. Es gewinnt die Webseite, die zu einem Stichtag auf Platz 1 bei Google bzw. einer spezifizierten Suchmaschine ist. Zu den bekanntesten Wettbewerbsbegriffen gehören Schnitzelmitkartoffelsalat und  Hommingberger Gepardenforelle.